# Czelnai Rudolf
Czelnai Rudolf (Miskolc, 1932. május 3. – 2025. május 18.) Széchenyi-díjas meteorológus, kutatóprofesszor, a Magyar Tudományos Akadémia rendes tagja. A meteorológiai megfigyelőrendszerek tervezésének nemzetközi szakértője. 1974 és 1980 között az Országos Meteorológiai Szolgálat elnöke. 1981 és 1992 között a genfi Meteorológiai Világszervezet (WMO) Tudományos és Technikai Programjainak főigazgatója, a WMO főtitkárhelyettese.

## Életpályája
1950-ben érettségizett, majd felvették a Eötvös Loránd Tudományegyetem meteorológia szakára, ahol 1954-ben szerzett meteorológus diplomát. Mestereinek Hille Alfrédot, Száva-Kováts Józsefet, Császár Ákost, Dési Frigyest, Koch Nándort, Salamin Pált és Hajós Györgyöt tekinti.
Diplomájának megszerzése után az Országos Meteorológiai Szolgálat (OMSZ) Éghajlatkutató Osztályának munkatársaként a tihanyi Limnológiai Intézetbe helyezték. Később Vácrátótra, majd Martonvásárra került. 1960-ban a műszaki osztály, majd 1964-ben a hidrometeorológiai főosztály vezetőjévé nevezték ki. 1960-tól a Meteorológiai Intézet műszaki osztályának vezetője, majd 1964-től a hidrometeorológiai főosztály vezetője volt. 1964-ben a Meteorológiai Világszervezet ösztöndíjasa Japánban. 1967 és 1968 folyamán ENSZ-szakértő volt Észak-Afrikában, ahol a Fehér-Nílus vízgyűjtőjének hidrometeorológiai felmérését végezte munkatársaival.
1969-ben az OMSZ Központi Intézete igazgatói feladatkörével bízták meg, majd 1974-től az Országos Meteorológiai Szolgálat elnöke. 1978 és 1980 között az Országos Környezetvédelmi Tanács egyik alelnöke volt.
1973 és 1974 között a Meteorológiai Világszervezet (WMO) Globális Meteorológiai Megfigyelő Rendszer munkacsoportjának elnöke volt. Emellett 1975 és 1980 között a WMO Európai Regionális Szövetsége elnöke volt. Az OMSZ elnöki posztját is 1980-ig töltötte be. 1979-ben az I. éghajlati világkonferencia egyik szervezője, illetve az adatszekció társelnöke volt. 1981-ben a WMO tudományos és technikai programjainak igazgatója lett, majd 1985-ben a szervezet főtitkárává választották. 1992-ben távozott főtitkári állásából és az OMSZ-nél kutatóprofesszori megbízást kapott. 1994-ben vonult nyugdíjba. A WMO Bulletin, a szervezet hivatalos lapjának szerkesztője is volt.
1966-ban védte meg a földrajztudományok kandidátusi, 1971-ben akadémiai doktori értekezését. Az MTA Mezőgazdasági Vízgazdálkodási és a Meteorológiai Bizottságának lett tagja. 1976-ban megválasztották a Magyar Tudományos Akadémia levelező, 1987-ben pedig annak rendes tagjává. A Magyar Tudomány, az MTA hivatalos folyóiratának főszerkesztője volt 1999 és 2001 között, valamint a Természet Világa című szakfolyóirat szerkesztőbizottságának is tagja. Ezenkívül a párizsi Európai Tudományos és Művészeti Akadémia is felvette tagjai sorába.
1975-ben az Eötvös Loránd Tudományegyetem címzetes egyetemi tanárává nevezték ki. A Magyar Meteorológiai Társaság alelnökévé választották. A magyar szkeptikus mozgalom egyik megalapítója. 1997 és 2003 között a Tényeket Tisztelők Társaságának elnöke volt.
Kutatási területei a meteorológia számítógépes módszerei, homogén és izotróp turbulencia, valamint a sztochasztikus folyamatok és mezők, valamint a megfigyelési rendszerek optimalizálása voltak. Később a meteorológiai bevezetéssel foglalkozott.

## Díjai, elismerései
- Schenzl Guidó-díj (1997)
- Széchenyi-díj (2001)
- Pro Renovanda Cultura Hungariae fődíj (2007)

## Főbb publikációi
- On the Statistical Structure of Meteorological Fields (1966)
- Confidence Levels of Monthly Areas Rainfall Depths (1972)
- Mintapontok alapján számított havi területi csapadékátlagok konfidencia szintjei Magyarországon; Országos Meteorológiai Szolgálat, Budapest, 1972 (Országos Meterológiai Szolgálat kisebb kiadványai)
- Légkörtani alapismeretek (1979)
- Climate and Society: the Great Plain of the Danube Basin (1980)
- A meteorológia eszközei és módszerei (1981)
- A mozgó légkör és óceán (társszerző, 1983)
- Műszaki értelmező szótár – Meteorológia (szerk., Szepesi Dezsőnével, 1986)
- A meteorológia fejlődésének várható irányai. Akadémiai székfoglaló; OMSZ, Budapest, 1988
- Bevezetés a meteorológiába, 1-3.; jav. kiad.; Nemzeti Tankönyvkiadó, Budapest, 1993–1996
- Az Országos Meteorológiai Szolgálat 125 éve,1870–1995 (1995)
- A világóceán. Modern fizikai oceanográfia; Vince, Budapest, 1999